# Antonio Altarriba

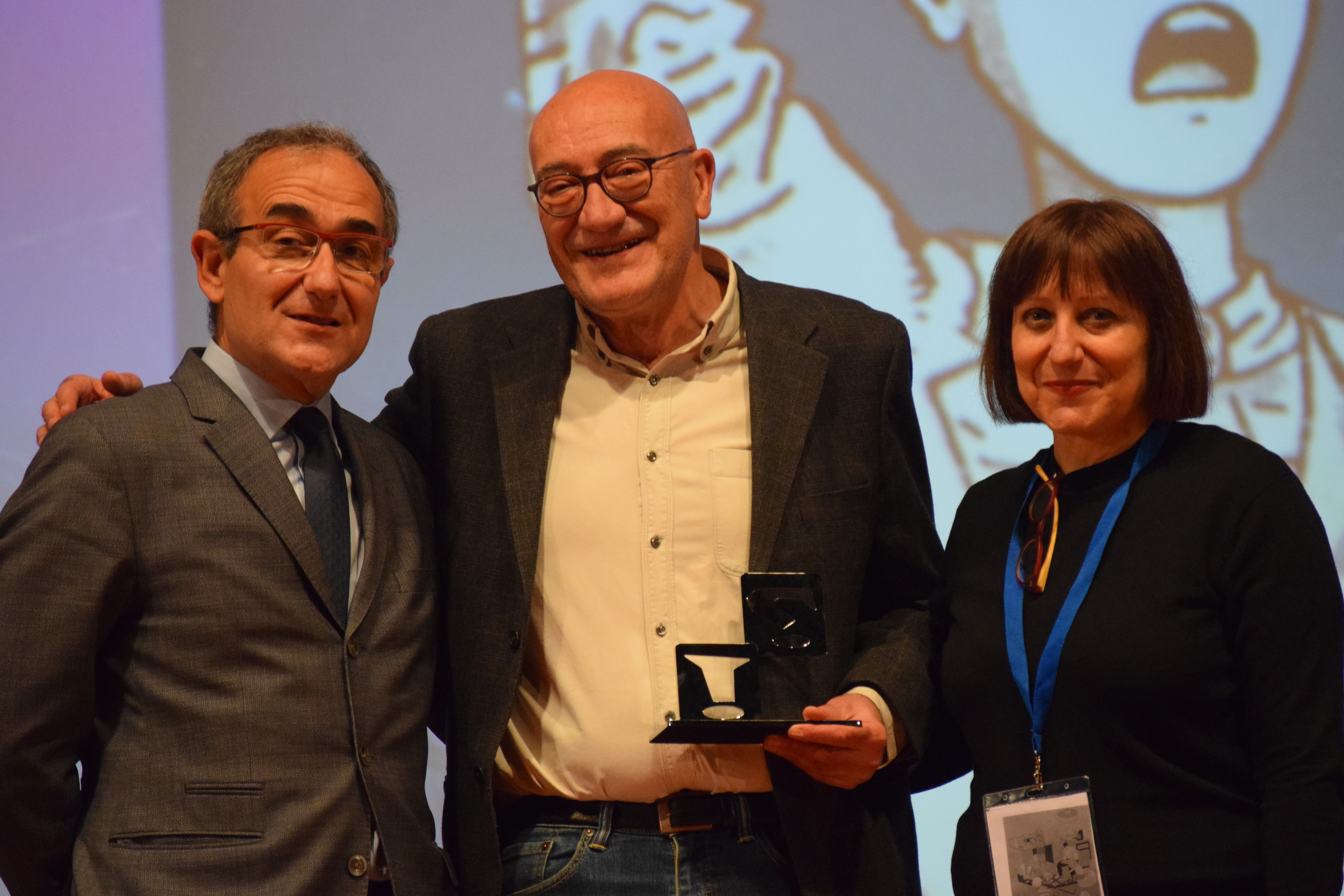
Antonio Altarriba rep el Gran Premi del 37 Còmic Barcelona (2019).

Antonio Altarriba Ordóñez (Saragossa, 1952) és un assagista, novel·lista, crític de còmic i guionista de còmics i televisió aragonès. Va exercir, fins al 2013, com a catedràtic de literatura francesa a la Universitat del País Basc. El 2019 fou recompensat amb el Gran Premi del 37 Còmic Barcelona.

## Biografia

### Infància i joventut

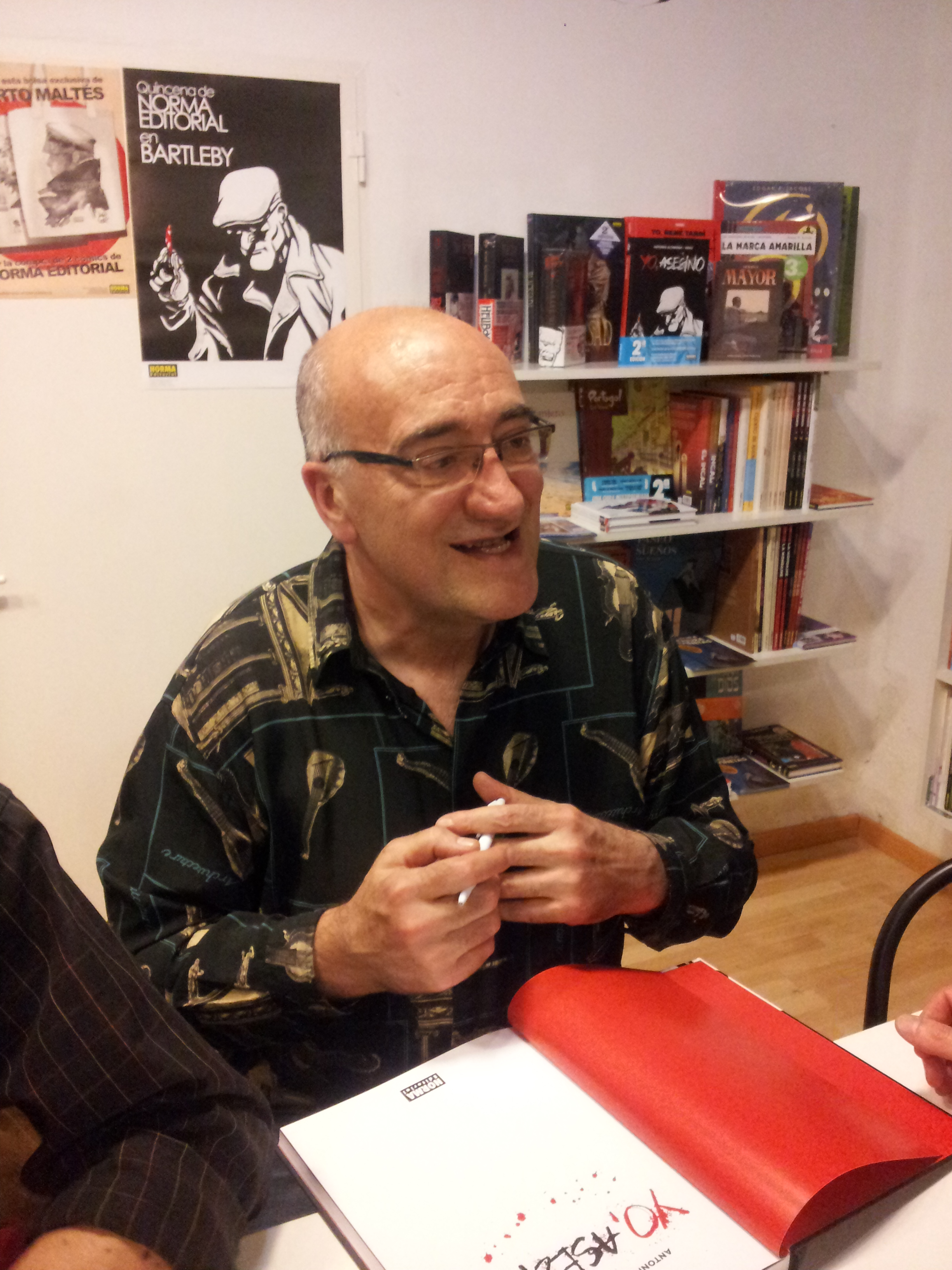
Antonio Altarriba a Russafa en maig de 2015.

Antonio Altarriba va néixer en una família de classe mitjana formada per Antonio Altarriba Lope, combatent anarquista a la Guerra Civil Espanyola, exiliat a França i retornat a Espanya als anys cinquanta, i Petra, una mestressa de casa d'accentuada religiositat. Sol afirmar, per això, que és «fill d'un anarquista i una monja».
La seva infància i adolescència les va viure a Saragossa, però passava els estius a França, on el seu pare encara conservava algunes de les amistats que havia forjat en la seva lluita en el bàndol republicà durant la Guerra Civil. La família va conèixer aviat la penúria econòmica quan al seu pare li van embargar la fàbrica de la qual era copropietari i les seves propietats a causa d'un desfalc comès per un dels seus socis. Malgrat tot, el jove Altarriba va aconseguir llicenciar-se en Filologia Francesa. Es va doctorar el 1981 a la Universidad de Valladolid amb una de les primeres tesis a Espanya sobre el còmic. Va arribar a ser catedràtic de Literatura francesa a la Universitat del País Basc.

### Carrera artística
Els anys vuitanta es va iniciar al món del còmic, primer amb el Col·lectiu Z a la revista Bustrófedon i col·laborant amb el dibuixant Luis Royo a De vuelta (Miguel Marcos, 1983) i Desfase (Ikusager, 1987). Va publicar també la revista teòrica Neuróptica i l'any 1987 el llibre Comicsarías junt a Antonio Remesar. Va participar en la producció de la sèrie documental Cómic: Noveno arte l'any 1989 i a l'organització de l'exposició Made in Tintín (1993). Ja als anys noranta es va dedicar més a la literatura. Va participar en les antologies Relatos de Zaragoza (1990), Narrativa corta en Euskadi (1992) i Los que más cuentan (1995), quedant finalista al XVIII premi La Sonrisa Vertical (1996) amb Los cuerpos entretejidos.
L'any 2002 aconsegueix el Premi Euskadi de Literatura amb la novel·la La memoria de la nieve, i després torna a dedicar-se a la historieta, produint assaigs i guions. Cal destacar entre els últims El arte de volar (2009), una biografia del seu pare, que es va suïcidar als 90 anys en una residència per gent gran l'any 2001, amb la que ha obtingut molts premis, incloent el Nacional del Cómic.
L'any 2015 rep al Festival del Còmic d'Angulema el Gran premi ACBD de la crítica pel còmic Moi, assassin, amb dibuixos de Keko.
L'any 2019 va rebre el Gran Premi del 37è Comic Barcelona.

## Obres[calcitació]

### Historietes
- De vuelta (amb dibuixos de Luis Royo) (Miguel Marcos, 1983)
- Desfase (amb dibuixos de Luis Royo) (Ikusager, 1987)
- Detective (amb dibuixos de Landazábal) (Ikusager, 1991)
- Amores locos (amb dibuixos de Laura) (De Ponent, 2005)
- El brillo del gato negro (amb dibuixos de Laura) (De Ponent, 2008)
- El arte de volar (amb dibuixos de Joaquim Aubert Puigarnau (Kim)) (De Ponent, 2009)
- El paso del tiempo (amb dibuixos de Luis Royo) (2011)
- La casa del sol naciente (amb dibuixos de Kim) (Panorama, Astiberri), 2013)
- Yo, asesino (amb dibuixos de Keko) (2014)[10]
- El ala rota (amb dibuixos de Joaquim Aubert Puigarnau (Kim)) (Norma Editorial, 2016)

### Assaig
- Comicsarías. Ensayo sobre una década de historieta española (1977-1987) (Promociones y publicaciones universitarias, 1987) Amb Antoni Remesar.
- Sobre literatura potencial (Universitat del País Basc, 1987)
- Contra corriente (Zaragoza, 2000) Recopilació d'articles periodístics
- La España del tebeo. La historieta española de 1940 a 2000 (Espasa Calpe, 2001)
- Los tebeos de la transición (Fundació Antonio Pérez, 2008)
- La paradoja del libertino (Edicions Liceus, 2008)

### Novel·la
- El filo de la luna (Ikusager, 1993)
- Cuerpos entretejidos Relats eròtics (Tusquets, 1996) Finalista del XVIII premi "Sonrisa vertical".
- Contratiempo Relatos (Papeles de Zarabanda, 1996)
- La memoria de la nieve (Espasa y Calpe, 2002) Premi Euskadi de Literatura 2003.